# 世界化学年

logo

世界化学年（せかいかがくねん、英: International Year of Chemistry、略称IYC2011）は、2011年がマリ・キュリーのノーベル化学賞の受賞から100年目、また国際純正・応用化学連合（IUPAC）設立100周年にあたることから、若者をはじめ幅広い人々に化学に対する理解・関心を深めることなどを目的とした企画。テーマは"Chemistry–our life, our future"。
IUPACからの呼びかけに賛同した日本学術会議化学委員会などが国際連合教育科学文化機関（UNESCO）に共同提案し、2008年の国連総会で、2011年を世界化学年とすることが決定した。2010年8月6日には、野依良治を委員長とする「世界化学年日本委員会」が設立された。2011年8月にプエルトリコでWorld Chemistry Leadership Meetingが開かれるほか、日本ではキュリー夫人の伝記の読書感想文コンクールや夏休みの子供向けの化学実験企画、化学に関する各種シンポジウムが開催された。